# Joaquín Clausell

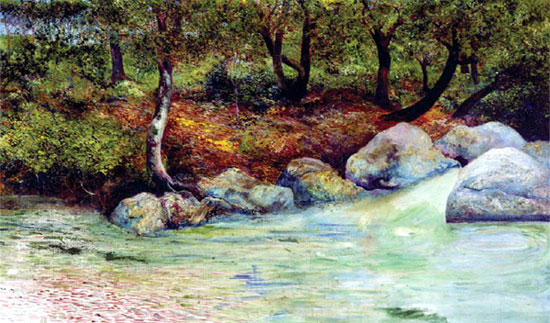
Landschap met bos en rivier

José Joaquín Quirino Macelino Clausell Franconis (Campeche, juni 1866 - Huitzilac, 28 november 1935) was een Mexicaans impressionistisch kunstschilder.
Clausell was afkomstig uit de staat Campeche in een familie van Catalaanse afkomst. Clausell volgde een kunstopleiding, maar was ook politiek actief en werd gedwongen Campeche te verlaten na een conflict met gouverneur Joaquín Barranda. In Mexico-Stad was hij actief als journalist voor kranten in oppositie tegen president Porfirio Díaz. Hij werd gearresteerd en gevangengezet in de beruchte gevangenis Lecumberri, maar wist te ontsnappen en vluchtte naar Europa. In Europa vertoefde hij in schilderskringen en kwam in contact met Claude Monet, wiens stijl hij in Mexico wist te introduceren. Clausell overleed in 1935 toen hij verdronk in de meren van Zempoala in de staat Morelos.
- Biblioteca Nacional de España: XX1318885
- Catàleg d'autoritats de noms i títols de Catalunya: 981058529354606706
- Gemeinsame Normdatei: 124530257
- International Standard Name Identifier: 0000 0000 8364 6261
- Library of Congress Control Number: n92091014
- RKD-Nederlands Instituut voor Kunstgeschiedenis: 236004
- SNAC: w6f8608g
- Système universitaire de documentation: 176157182
- Union List of Artist Names: 500118514
- Virtual International Authority File: 23076822
- WorldCat: E39PBJgtbYCG8wJfkXQCKTD8YP